# 3月24日
3月24日（さんがつにじゅうよっか）は、グレゴリオ暦で年始から83日目（閏年では84日目）にあたり、年末まであと282日ある。

## できごと

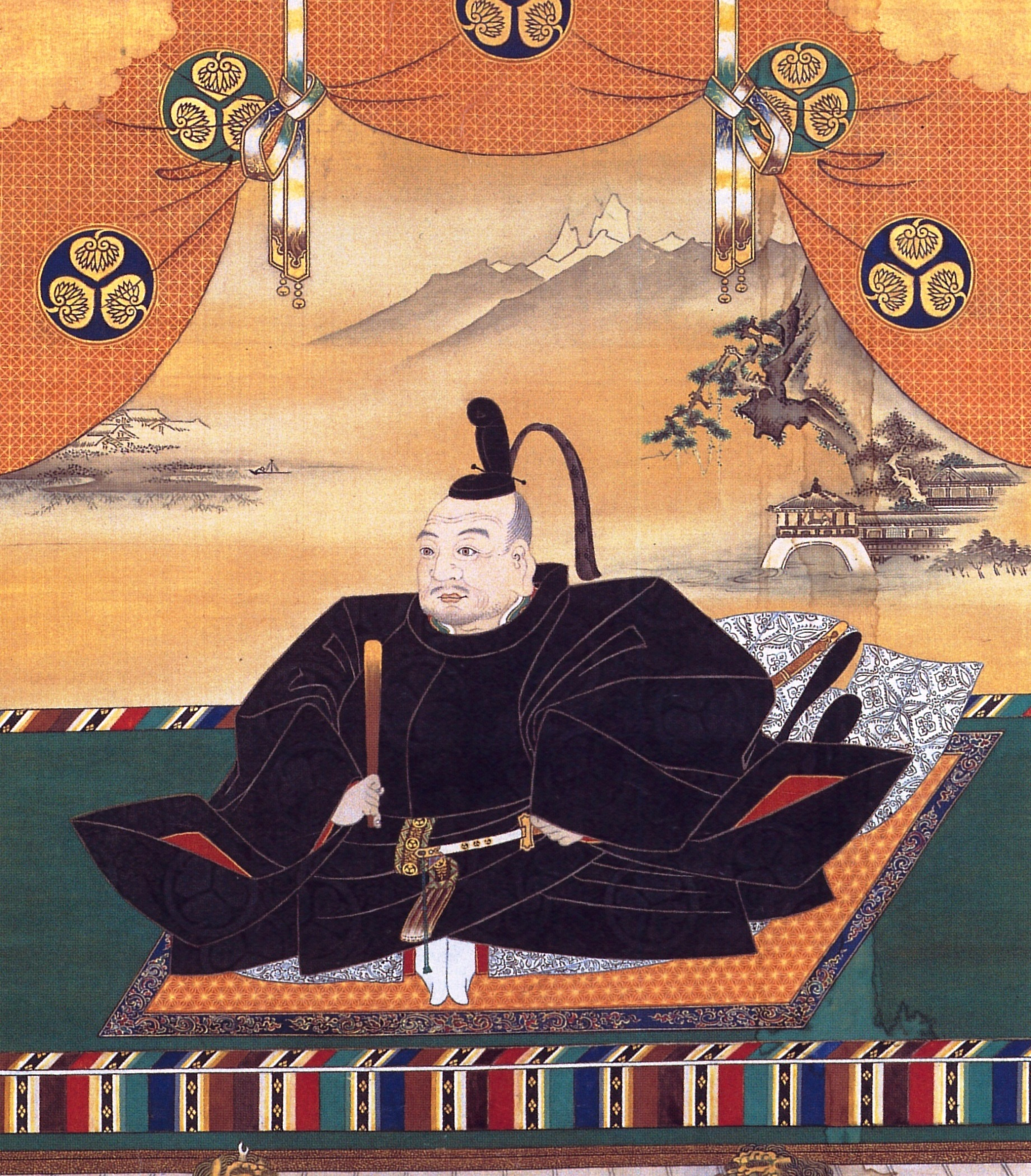
徳川家康、征夷大将軍に就任（1603年）

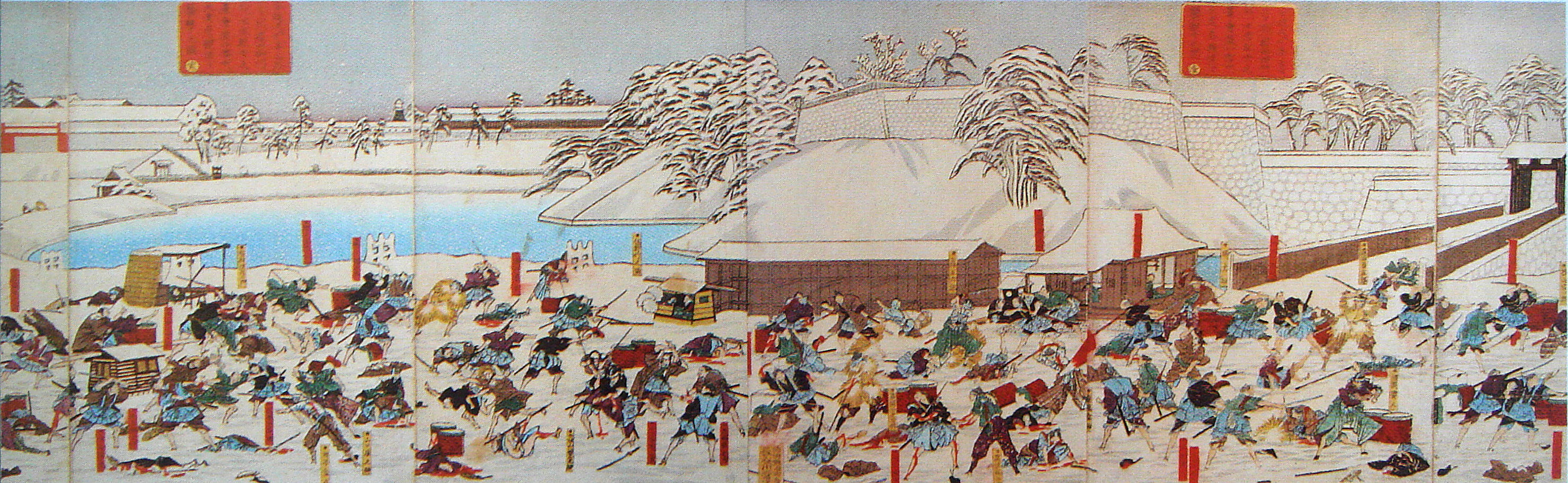
桜田門外の変（1860年）

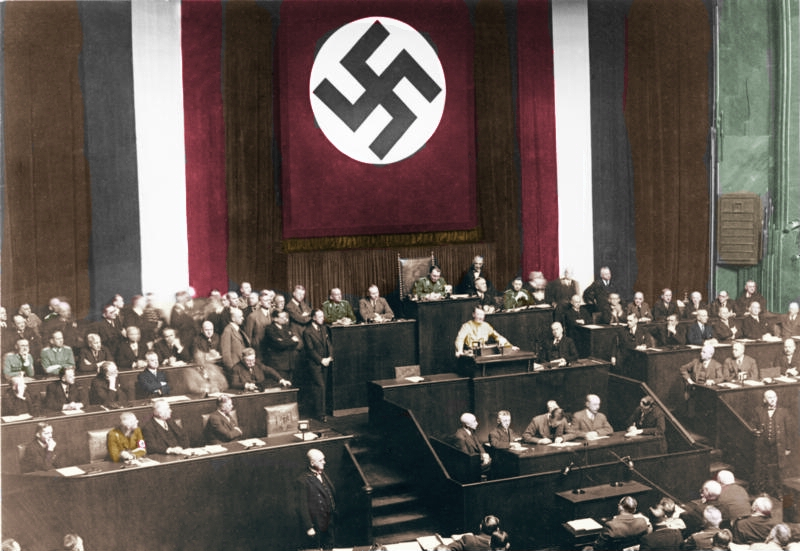
ドイツで全権委任法が成立（1933年）

- 1185年（元暦2年/寿永4年2月21日） - 治承・寿永の乱: 屋島から敗走する平氏軍を源氏方が追撃。（志度合戦）
- 1336年（建武3年2月11日） - 足利尊氏が豊島河原合戦に敗れ、九州に落ち延びる。
- 1603年 - イングランド女王エリザベス1世の死去に伴い、スコットランド王ジェームズ6世がイングランド王ジェームズ1世としても即位。スコットランドとイングランドが同君連合となる。
- 1603年（慶長8年2月12日） - 徳川家康が征夷大将軍に就任する。日本史における江戸時代の始まり。
- 1860年（安政7年3月3日） - 江戸城桜田門外（現在の東京都千代田区霞が関）で、水戸藩からの脱藩者17名と薩摩藩士1名が、彦根藩の行列を襲撃し、大老井伊直弼を暗殺する桜田門外の変が起きる。
- 1869年（明治2年2月12日） - 江戸幕府の貨幣鋳造所だった金座・銀座が廃止される。
- 1882年 - ロベルト・コッホが結核菌の発見を学会で報告。
- 1891年 - 日本で度量衡法公布。（施行1893年1月1日）
- 1895年 - 李鴻章が第3回日清講和会議の帰途狙撃される。
- 1914年 - シーメンス事件による国政の混乱の責任を負い、第一次山本権兵衛内閣が総辞職。
- 1920年 - 障害者施設の滝乃川学園で火災。園児6人が死亡[1]。
- 1925年 - 玉南電気鉄道線（現・京王電鉄京王線）府中駅 - 東八王子駅（現・京王八王子駅）間開業により、新宿追分駅（廃駅） - 東八王子駅間全線開通。
- 1927年 - 北伐: 蔣介石率いる国民革命軍が南京に入城するも軍の一部が暴徒化し外国人を襲撃、これに対し列強の駐留軍が城内に砲撃し多数の死傷者を出す。（南京事件）
- 1928年 - 上野公園で御大礼記念国産振興博覧会が始まる[2]。
- 1933年 - ドイツ議会で全権委任法が可決。
- 1934年 - アメリカ議会でフィリピン独立法が可決。
- 1953年 - 国際電信電話株式会社（KDD、現在のKDDI）設立。
- 1955年 - 埼玉県名細村米軍機墜落事故。
- 1959年 - イラクが中東の反共軍事同盟バグダッド条約機構を脱退。
- 1964年 - ライシャワー米大使が日本人少年に刺され負傷。輸血された血液から肝炎に感染し、売血が問題化する。
- 1965年 - 河川法制定により荒川放水路が荒川本流となる。これに伴い旧河道の名称が、それまで白鬚橋辺りから下流の俗称だった「隅田川」となる。
- 1967年 - 大阪市営地下鉄谷町線・東梅田駅 - 谷町四丁目駅間が開業。
- 1972年 - 北アイルランド問題: イギリス政府が北アイルランドの直轄統治を宣言。
- 1975年 - 合成洗剤事業の出遅れや第一次オイルショックによる資源節減等の影響で、大手老舗メーカー・ミツワ石鹸が倒産。同社の生産設備および商標は旧日本サンホームとの関係からP&Gサンホームが買収。
- 1975年 - 集団就職列車の運行が終了。
- 1976年 - アルゼンチンで軍部による無血クーデター。イザベル・ペロン大統領が失脚。
- 1978年 - 静岡県の浜名湖に架る国道1号浜名バイパスと浜名大橋が開通[3]。
- 1980年 - エルサルバドルのカトリック司祭・オスカル・ロメロがミサの司式の最中に狙撃を受けて暗殺される。
- 1983年 - 中国自動車道が全線開通。東京（首都高速道路・東名高速道路・中央自動車道）から熊本県八代市（九州自動車道八代IC）まで高速道路で結ばれる。
- 1987年 - 三菱重工爆破事件を起こした東アジア反日武装戦線の大道寺将司と益永利明について、最高裁で上告が棄却され死刑判決が確定。
- 1988年 - 上海列車事故。高知学芸高の修学旅行中の生徒教員など29人死亡[4]。
- 1988年 - JR東日本木原線（大原 - 上総中野）がいすみ鉄道に転換。
- 1989年 - エクソンバルディーズ号原油流出事故。タンカー・エクソン・ヴァルディーズ号が暗礁で破損、4万1300トンの油が海に流出する。
- 1992年 - 大韓民国（第六共和国時代）で、第14代総選挙が行なわれる。
- 1995年 - 深海調査船かいこうがチャレンジャー海淵の世界最深部を探査。
- 1996年 - サッカーのアトランタオリンピック予選準決勝でU-23日本代表がU-23サウジアラビア代表を破り、メキシコ大会以来28年ぶりの五輪出場権を獲得。
- 1999年 - コソボ交渉が決裂し、NATO軍がユーゴスラビア空爆を開始。
- 1999年 - 千葉都市モノレール1号線千葉駅 - 県庁前駅間が開業。
- 2001年 - 芸予地震発生。
- 2001年 - AppleがMac OS Xの最初のバージョンをリリース。
- 2007年 - フィギュア世界選手権で安藤美姫が金メダル、浅田真央が銀メダルを獲得。
- 2008年 - ブータンの国民議会（下院）で、前年12月の国家評議会（上院）選挙に続いて初めて普通選挙による選挙（2008年ブータン総選挙）を実施。ブータン調和党が圧勝。
- 2015年 - ジャーマンウイングス9525便墜落事故が発生[5]。
- 2019年 - 2019年タイ総選挙が行われる。
- 2023年 - テレビアニメ「ポケットモンスター」（第1作）の最終回が放送され、1997年から続いたサトシとピカチュウの冒険に幕を下ろす[6]。
- 2024年 - 大相撲春場所で新入幕の尊富士が優勝。新入幕優勝は110年ぶりの快挙[7]。
- 2025年 - マイナ免許証の運用開始[8]。
- 2025年 - 読売株価指数の算出開始[9]。

## 誕生日

### 人物

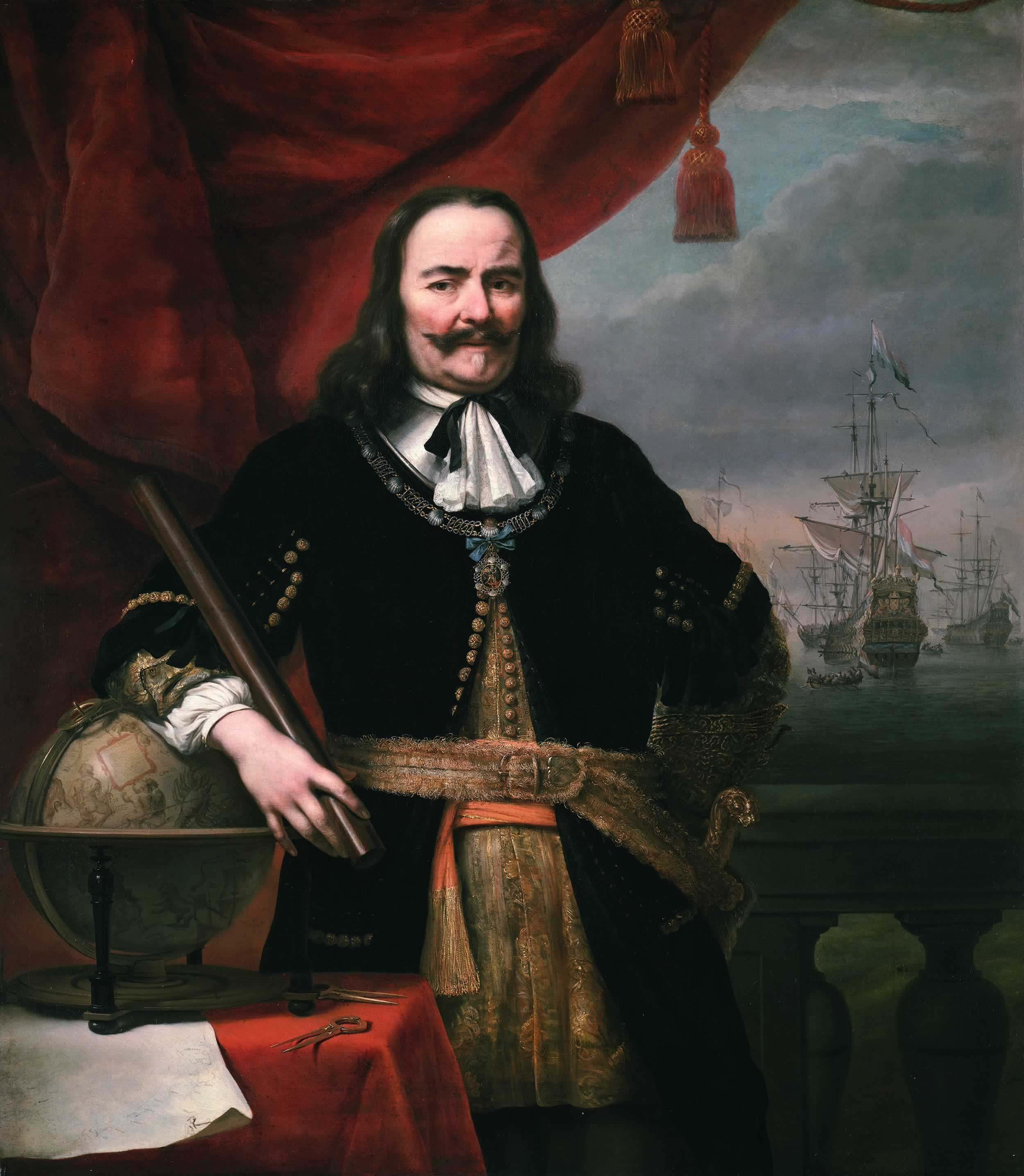
オランダ海軍の提督、ミヒール・デ・ロイテル(1607-1676)誕生。

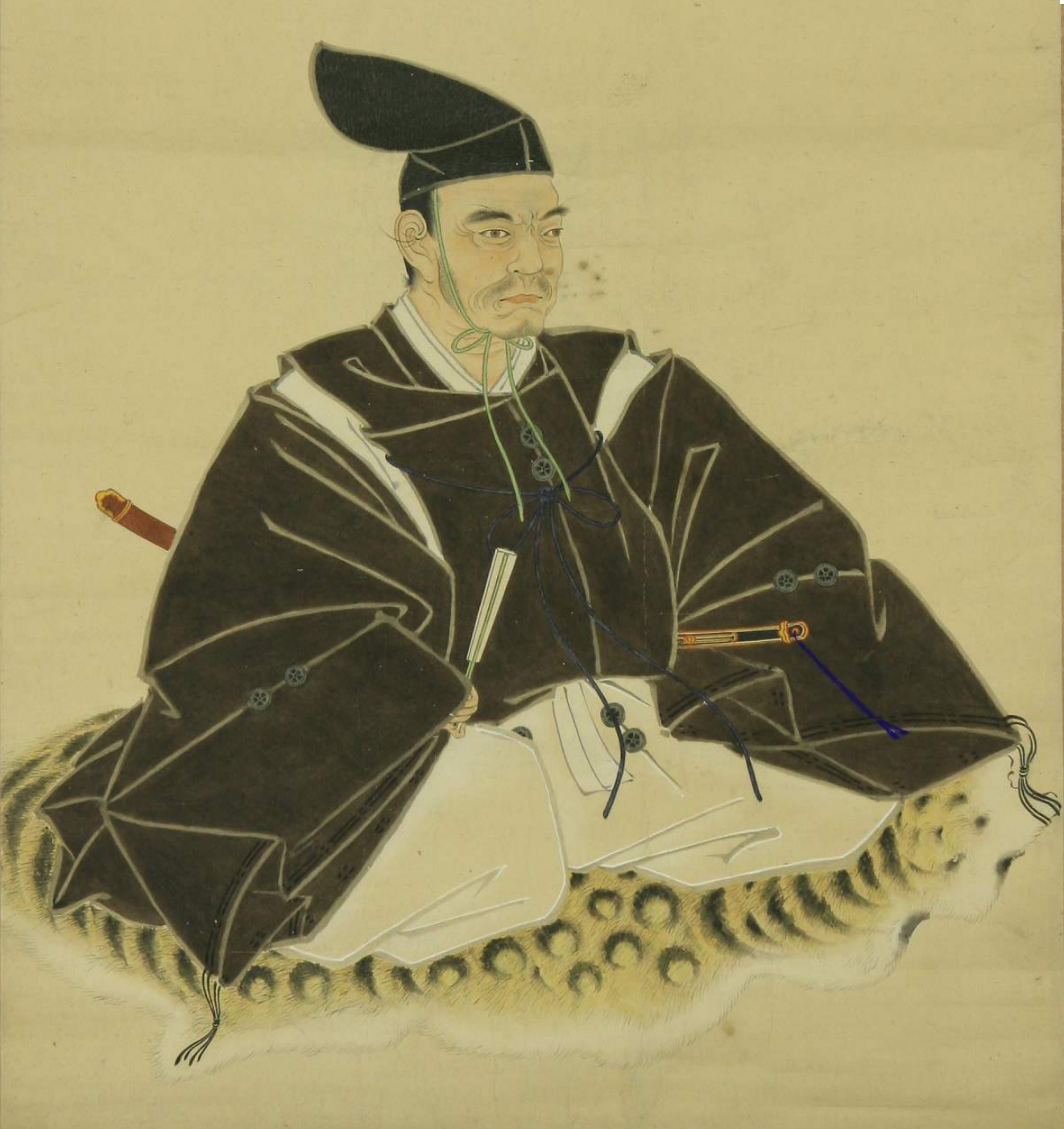
儒学者、新井白石(1657-1725)誕生。

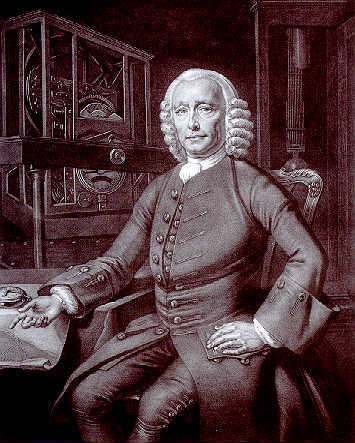
時計職人ジョン・ハリソン(1693-1776)は3月24日生、3月24日没。

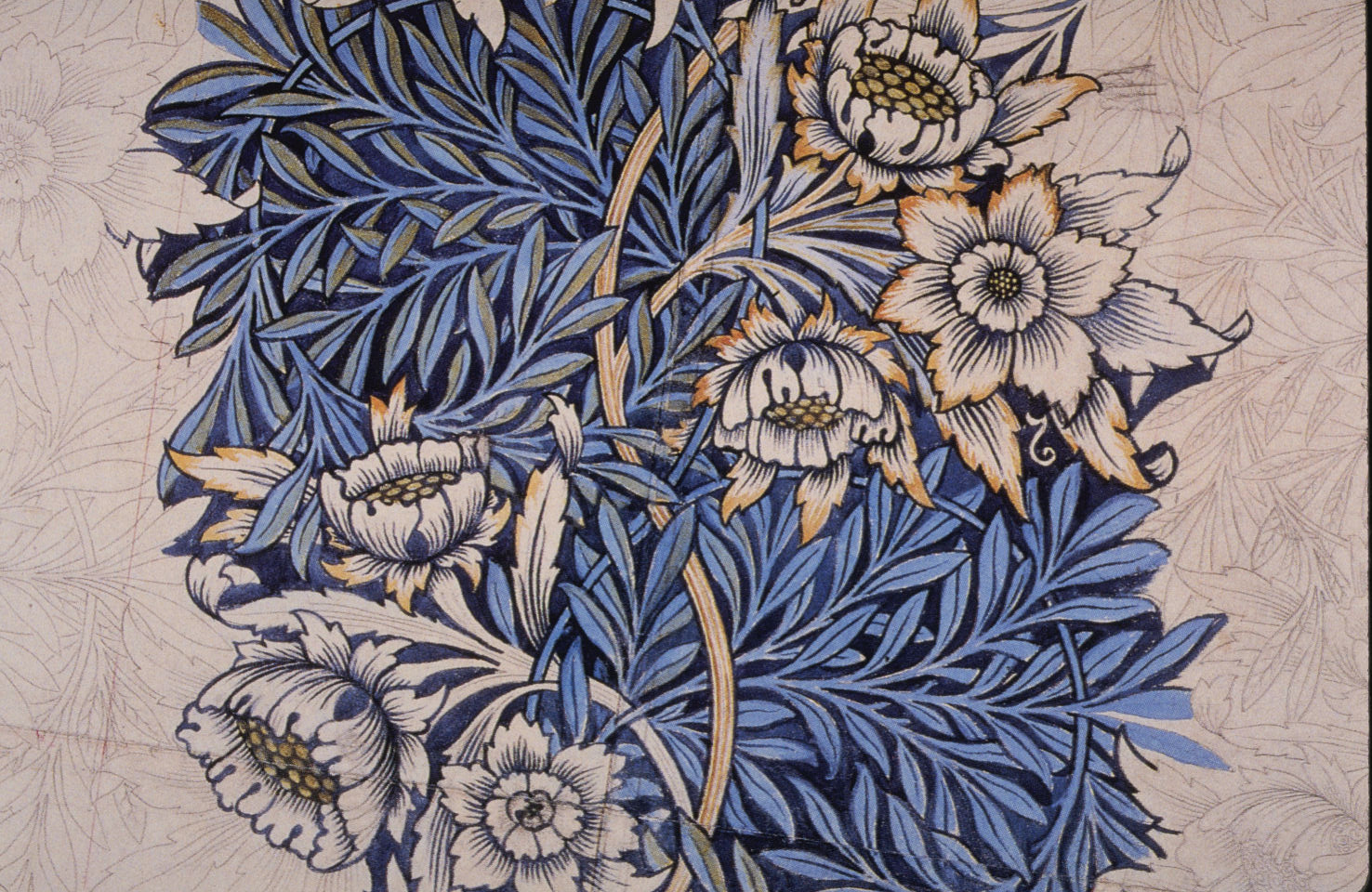
アーツ・アンド・クラフツ運動を興したデザイナー、ウィリアム・モリス(1834-1896)誕生。画像は『チューリップと柳』(1873)

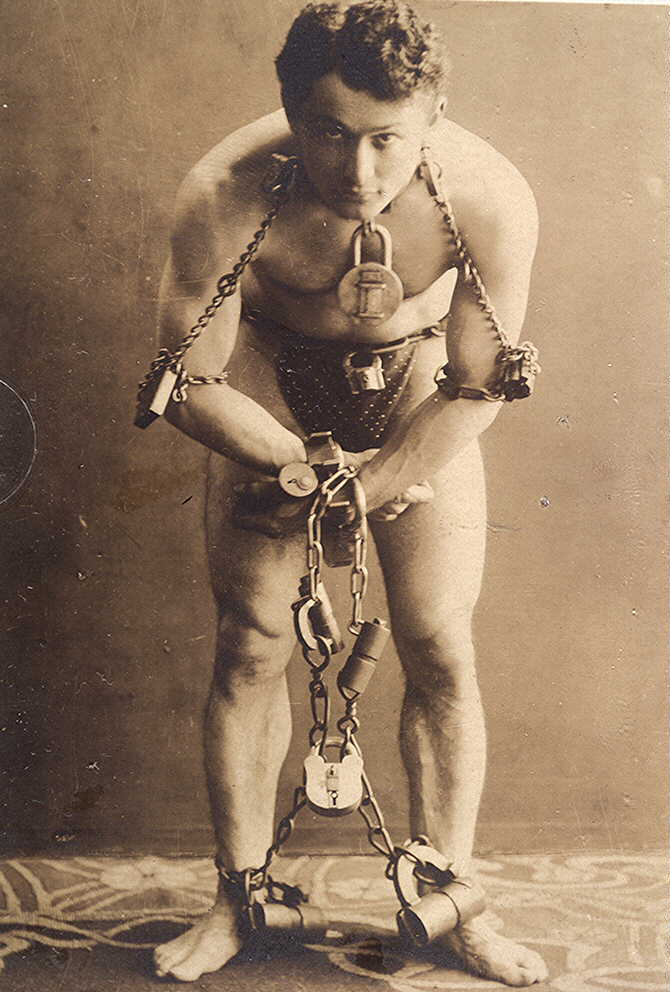
「脱出王」の異名を取った奇術師、ハリー・フーディーニ(1874-1926)誕生。

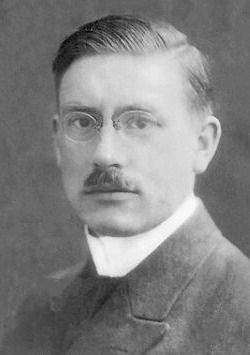
分子構造を研究した化学者ピーター・デバイ(1884-1966)誕生。

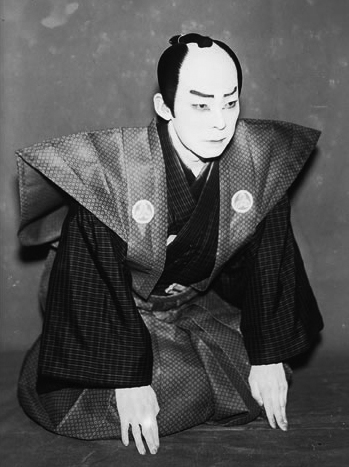
歌舞伎役者、初代中村吉右衛門(1886-1954)誕生。

ラテン音楽界の偉大な歌手の一人ラファエル・オロスコ・マエストレ(1954-1992)誕生。

- 1141年（永治元年2月15日） - 熊谷直実[注 1]、平安時代末期・鎌倉時代初期の武将（+ 1207年）
- 1229年（寛喜元年2月27日） - 北条長時、鎌倉幕府第6代執権（+ 1264年）
- 1490年 - ゲオルク・アグリコラ、鉱山学者、鉱物学者（+ 1555年）
- 1529年（享禄2年2月15日） - 龍造寺隆信、戦国大名（+ 1584年）
- 1607年 - ミヒール・デ・ロイテル、オランダの海軍軍人（+ 1676年）
- 1657年（明暦3年2月10日） - 新井白石、江戸幕府老中、儒学者（+ 1725年）
- 1681年 - ゲオルク・フィリップ・テレマン、作曲家（+ 1767年）
- 1693年 - ジョン・ハリソン、時計製作者（+ 1776年）
- 1763年（宝暦13年2月10日） - 松平信明、第3代吉田藩主（+ 1817年）
- 1776年（安永5年2月5日） - 調所広郷、薩摩藩家老（+ 1849年）
- 1809年 - ジョゼフ・リウヴィル、数学者（+ 1882年）
- 1820年 - アレクサンドル・エドモン・ベクレル、物理学者（+ 1891年）
- 1823年（文政6年2月12日） - 下岡蓮杖、写真師（+ 1914年）
- 1828年（文政11年2月9日） - 島津忠寛、第11代佐土原藩主・伯爵（+ 1896年）
- 1834年 - ウィリアム・モリス、詩人、デザイナー（+ 1896年）
- 1835年 - ヨーゼフ・シュテファン、物理学者（+ 1893年）
- 1839年 - ホレース・タットル、天文学者（+ 1923年）
- 1861年（万延2年2月14日） - 堀直弘、第12代村松藩主（+ 1919年）
- 1862年（文久2年2月24日） - 由布武三郎、判事・弁護士、錦鶏間祗候（+ 1926年）
- 1870年（明治3年2月23日） - 本多光太郎、物理学者、金属工学者（+ 1954年）
- 1870年（明治3年2月23日）- 安井てつ、教育者（+ 1945年）
- 1874年 - ハリー・フーディーニ、奇術師（+ 1926年）
- 1874年 - ルイージ・エイナウディ、政治家、財政家（+ 1961年）
- 1877年 - アレクセイ・ノビコフ＝プリボイ、作家（+ 1944年）
- 1879年 - ハーバート・ラング、動物学者（+ 1957年）
- 1883年 - 嵐徳三郎 (6代目)、歌舞伎役者（+ 1955年）
- 1884年 - ピーター・デバイ、物理学者、化学者（+ 1966年）
- 1884年 - 黒田チカ、化学者（+ 1968年）
- 1886年 - 中村吉右衛門 (初代)、歌舞伎役者（+ 1954年）
- 1886年 - エドワード・ウェストン、写真家（+ 1958年）
- 1887年 - 赤木正雄、政治家、砂防技術者（+ 1972年）
- 1887年 - ロスコー・アーバックル、喜劇俳優（+ 1933年）
- 1887年 - 岡田春夫、政治家、衆議院議員（+ 1937年）
- 1889年 - 林譲治、政治家、第41代衆議院議長（+ 1960年）
- 1889年 - アレクシア・ブリン、フィギュアスケート選手（+ 没年不詳）
- 1893年 - ジョージ・シスラー、野球選手（+ 1973年）
- 1893年 - ウォルター・バーデ、天文学者（+ 1960年）
- 1894年 - 竹田儀一、政治家（+ 1973年）
- 1897年 - ヴィルヘルム・ライヒ、精神分析家（+ 1957年）
- 1898年 - 宮田東峰、ハーモニカ奏者（+ 1986年）
- 1900年 - 小山富士夫、陶磁器研究家、陶芸家（+ 1975年）
- 1901年 - アブ・アイワークス、アニメーター、アニメーション技術者（+ 1971年）
- 1902年 - トマス・E・デューイ、政治家、ニューヨーク州知事（+ 1971年）
- 1902年 - 塩谷信男、医学博士、正心調息法の創始者（+ 2008年）
- 1903年 - アドルフ・ブーテナント、生化学者（+ 1995年）
- 1909年 - クライド・バロウ、銀行強盗、「ボニーとクライド」の1人（+ 1934年）
- 1910年 - エドゥアルト・シュトラウス2世、指揮者（+ 1969年）
- 1911年 - ジョセフ・バーベラ、アニメーター（+ 2006年）
- 1913年 - 渡辺白泉、俳人（+ 1969年）
- 1915年 - ゴージャス・ジョージ、プロレスラー（+ 1963年）
- 1917年 - 向坊隆、応用化学者（+ 2002年）
- 1917年 - 倉田地三、俳優（+ 2005年）
- 1917年 - ジョン・ケンドリュー、生化学者（+ 1997年）
- 1921年 - 小峰元、小説家（+ 1994年）
- 1921年 - ワシリー・スミスロフ、第8代チェスの公式世界チャンピオン（+ 2010年）
- 1925年 - 速水優、第28代日本銀行総裁（+ 2009年）
- 1926年 - ダリオ・フォ、劇作家、俳優（+ 2016年）
- 1928年 - アラン・シリトー、小説家（+ 2010年）
- 1928年 - バイロン・ジャニス、ピアニスト（+ 2024年）
- 1929年 - 高橋玄洋、脚本家、劇作家
- 1929年 - 井上萬二、陶芸家（+ 2025年）
- 1929年 - 多羅間俊彦、旧皇族（+ 2015年）
- 1930年 - スティーブ・マックイーン、俳優（+ 1980年）
- 1930年 - ダヴィド・ダッコ、元中央アフリカ共和国大統領（+ 2003年）
- 1931年 - 高橋彦博、政治学者
- 1931年 - 神楽坂はん子、歌手（+ 1995年）
- 1932年 - 小尾芙佐、翻訳家
- 1932年 - 紺田周三、元プロ野球選手
- 1933年 - 八重樫茂生、元サッカー選手、指導者（+ 2011年）
- 1933年 - 三浦洋一、ピアニスト（+ 2009年）
- 1934年 - 梅木恒明、ラグビー指導者 (+ 2013年)
- 1936年 - デヴィッド・スズキ、生物学者、環境問題活動家
- 1938年 - ホルガー・シューカイ、ミュージシャン（カン）（+ 2017年）
- 1939年 - 久保眞一、政治家、元市川大門町長
- 1939年 - 小山修三、文化人類学者、考古学者（+ 2022年）
- 1942年 - 大熊伸行、元プロ野球選手（+ 2011年）
- 1943年 - 神部年男、元プロ野球選手
- 1943年 - マリカ・キリウス、フィギュアスケート選手
- 1944年 - ヴォイスラヴ・コシュトニツァ、政治家、ユーゴスラビア連邦共和国最後の大統領
- 1944年 - R・リー・アーメイ、アメリカ海兵隊の軍人、俳優（+ 2018年）
- 1944年 - ジェフリー・パーカー、生物学者
- 1945年 - 仙道作三、作曲家
- 1945年 - ロバート・T・バッカー、古生物学者
- 1945年 - カーティス・ハンソン、映画監督（+ 2016年）
- 1946年 - 長谷川三千子、哲学者、評論家、埼玉大学名誉教授
- 1946年 - 辻昌憲、自転車競技選手（+ 1985年）
- 1947年 - 梶芽衣子、女優
- 1948年 - イェジ・ククチカ、登山家（+ 1989年）
- 1948年 - フォルカー・フィンケ、元サッカー選手、指導者
- 1949年 - ルート・クロル、元サッカー選手、指導者
- 1949年 - ニック・ロウ、ミュージシャン
- 1950年 - 安田泰一、元プロ野球選手
- 1951年 - 松本薫、狂言師
- 1951年 - トミー・ヒルフィガー、ファッションデザイナー
- 1952年 - 伏木悦郎、自動車評論家
- 1954年 - 大島やすいち、漫画家
- 1954年 - ラファエル・オロスコ・マエストレ、歌手（+ 1992年)
- 1956年 - 島田紳助、元タレント、元司会者
- 1956年 - スティーブ・バルマー、実業家
- 1956年 - 山口健、声優（+ 2011年）
- 1956年 - 岩城浩幸、元TBSテレビ記者、解説委員（+ 2022年）
- 1958年 - 鶴田保子、ジャンボ鶴田夫人
- 1958年 - 平賀雅臣、俳優
- 1960年 - ケリー・ルブロック、女優、モデル
- 1961年 - 小形満、声優
- 1962年 - 三井善忠、声優、俳優
- 1963年 - 大沼朗裕、テレビプロデューサー
- 1965年 - 合田浩章、アニメ監督、アニメーター
- 1965年 - 朝倉世界一、漫画家
- 1965年 - ジ・アンダーテイカー、プロレスラー
- 1966年 - 大橋薫、漫画家
- 1966年 - 楠桂、漫画家
- 1966年 - 松永光弘、プロレスラー
- 1967年 - 辻口博啓、料理人
- 1967年 - 峯村リエ、女優
- 1967年 - ティエリ・ジャルネ、騎手
- 1968年 - 桜井進、サイエンスナビゲーター
- 1968年 - 和田圭市、俳優
- 1968年 - 斉藤一美、文化放送アナウンサー
- 1969年 - 尾﨑勇史、元サッカー選手、指導者
- 1969年 - 秋乃桜子、元タレント、元女優
- 1969年 - 郭李建夫、元プロ野球選手
- 1969年 - ヨーコ・ゼッターランド、元バレーボール選手
- 1969年 - シュテファン・エバーハーター、元アルペンスキー選手
- 1970年 - 天野ひろゆき、お笑いタレント（キャイ〜ン）
- 1970年 - 酒井格、作曲家
- 1970年 - ちはる、タレント
- 1970年 - 原田泰造、お笑いタレント（ネプチューン）
- 1970年 - 桑元孝雄、高校野球指導者
- 1970年 - ララ・フリン・ボイル、女優
- 1970年 - シャロン・コアー、ミュージシャン（ザ・コアーズ）
- 1970年 - 堀江博久、ミュージシャン、音楽プロデューサー
- 1971年 - 羽鳥慎一、フリーアナウンサー
- 1972年 - クリストフ・デュガリー、元サッカー選手
- 1973年 - 丹下桜、声優
- 1973年 - DJ JIN、DJ（RHYMESTER）
- 1974年 - アリソン・ハニガン、女優
- 1974年 - セルゲイ・クリュギン、陸上競技選手
- 1975年 - 佐野妙、漫画家
- 1975年 - トーマス・ヨハンソン、テニス選手
- 1976年 - くわばたりえ、お笑いタレント（クワバタオハラ）
- 1976年 - 尾崎かおり、漫画家
- 1976年 - ペイトン・マニング、アメリカンフットボール選手
- 1976年 - 張民、フィギュアスケート選手
- 1977年 - 三浦祥朗、声優
- 1977年 - 永島英明、ハンドボール選手
- 1977年 - ジェシカ・チャステイン、女優
- 1978年 - 持田香織、ミュージシャン（Every Little Thing）
- 1978年 - 三木亮平、ラグビー選手
- 1978年 - 加藤武治、元プロ野球選手
- 1978年 - ホセ・バルベルデ、プロ野球選手
- 1978年 - トマーシュ・ウイファルシ、元サッカー選手
- 1979年 - 滝川英治、俳優
- 1980年 - SHOGO、ミュージシャン（175R）
- 1980年 - 清野とおる、漫画家
- 1981年 - ダーク・ヘイハースト、元プロ野球選手
- 1982年 - KENN、声優
- 1982年 - 大友愛、元バレーボール選手
- 1982年 - 姫嶋菜穂子、タレント
- 1982年 - コーリー・ハート、元プロ野球選手
- 1982年 - 初音映莉子、女優
- 1982年 - ジャック・スワガー、プロレスラー
- 1982年 - フーリー・デュプレア、元ラグビー選手
- 1982年 - ロビンソン・テヘダ、プロ野球選手
- 1983年 - 安東理紗、アナウンサー
- 1984年 - ホセ・ルイス、プロ野球選手
- 1984年 - 藤本淳吾、サッカー選手
- 1984年 - ロマン・ヴォロビオフ、サッカー選手
- 1984年 - クリス・ボッシュ、元バスケットボール選手
- 1984年 - 神永東吾、ミュージカル俳優
- 1984年 - 石井亮輔、作詞家、作曲家、音楽プロデューサー
- 1985年 - 綾瀬はるか、女優
- 1985年 - 平野早矢香、元卓球選手
- 1986年 - 平手晃平、レーシングドライバー
- 1986年 - Maboos、ミュージシャン（Electroboyz）
- 1987年 - 麻美ゆま、タレント、元AV女優
- 1987年 - 岩崎陽平、元サッカー選手、指導者
- 1987年 - パク・ジョンミン、俳優
- 1987年 - ピエール＝ルー・ブーケ、フィギュアスケート選手
- 1988年 - 水波綾、プロレスラー
- 1988年 - 原綾子、ファッションモデル
- 1988年 - 西尾知亜紀、アナウンサー
- 1988年 - 盛川あきこ、元グラビアアイドル、元AV女優
- 1989年 - 長谷川るみ、タレント、アイドル（元アイドリング!!!2号）
- 1989年 - 井岡一翔、プロボクサー
- 1989年 - アンドレイ・セミョノフ、サッカー選手
- 1990年 - 青木瑠璃子、声優
- 1990年 - 大津祐樹、サッカー選手
- 1990年 - スターリン・カストロ、プロ野球選手
- 1990年 - ケイシャ・キャッスル＝ヒューズ、女優
- 1990年 - ポーフィリオ・ロペス、プロ野球選手
- 1990年 - レヴァン・ムチェドリーゼ、サッカー選手
- 1991年 - 大東和華子、アナウンサー
- 1991年 - 金平将至、元プロ野球選手
- 1991年 - M!ho、女優
- 1993年 - J.B.ウェンデルケン、プロ野球選手
- 1993年 - 篠田拓馬、俳優
- 1993年 - 竜星涼、俳優
- 1993年 - 小田島渚、女優、グラビアアイドル
- 1995年 - 春花、ドラッグレーサー、元ファッションモデル、元女優
- 1995年 - たける、お笑いタレント（東京ホテイソン）
- 1995年 - 柾木玲弥、俳優
- 1995年 - 山田麻莉奈、声優、アイドル（Kleissis、ギルドロップス、元HKT48）
- 1996年 - 森川彩香、アイドル（元AKB48）
- 1996年 - 中谷進之介、サッカー選手
- 1997年 - 玉川桃奈、元ダンサー（元Dream5）
- 1997年 - ミナ、アイドル（TWICE）
- 1997年 - 井口綾子、タレント、グラビアアイドル
- 1997年 - Laur 、作曲家、編曲家、DJ（HARDCORE TANO*C）
- 1997年 - ソン・ジョンフン、プロアイスホッケー選手
- 1998年 - 鈴木裕乃、元モデル、元女優（元私立恵比寿中学）
- 1998年 - 須藤祥、YouTuber（だいにぐるーぷ）
- 1999年 - 三浦宏規、俳優、ダンサー
- 1999年 - 土路生優里、女優、元アイドル（元STU48）
- 1999年 - 岩見秀哉、陸上選手
- 1999年 - 宮本ジョセフ拳、元プロ野球選手
- 1999年 - 甲斐田陽菜、元プロ野球選手
- 1999年 - 山野太一、プロ野球選手
- 2000年 - 小栗操、AV女優
- 2001年 - 中野愛理、アイドル、モデル（SKE48、カミングフレーバー）
- 生年不詳 - 中田俊輔、声優
- 生年不詳 - 久世みずき、漫画家
- 生年不詳 - 桜去ほとり、漫画家
- 生年不詳 - 七瀬真琴、漫画家
- 生年不詳 - 塩乃華織、歌手

### 人物以外（動物など）
- 1952年 - メイヂヒカリ、競走馬（+ 1980年）
- 1962年 - カブトシロー、競走馬(+ 1987年）
- 1970年 - タケホープ、競走馬（+ 1994年）
- 1985年 - アラホウトク、競走馬（+1998年）
- 1990年 - インターマイウェイ、競走馬（+ 1999年）
- 1992年 - マヤノトップガン、競走馬（＋ 2019年）
- 1993年 - ロイヤルタッチ、競走馬（+ 2019年）
- 1994年 - ステイゴールド、競走馬（+ 2015年）
- 1994年 - ミッドナイトベット、競走馬
- 1997年 - ダイタクリーヴァ、競走馬
- 1997年 - ノボジャック、競走馬
- 1997年 - フサイチソニック、競走馬
- 2010年 - コパノリッキー、競走馬
- 2013年 - ディーマジェスティ、競走馬

## 忌日

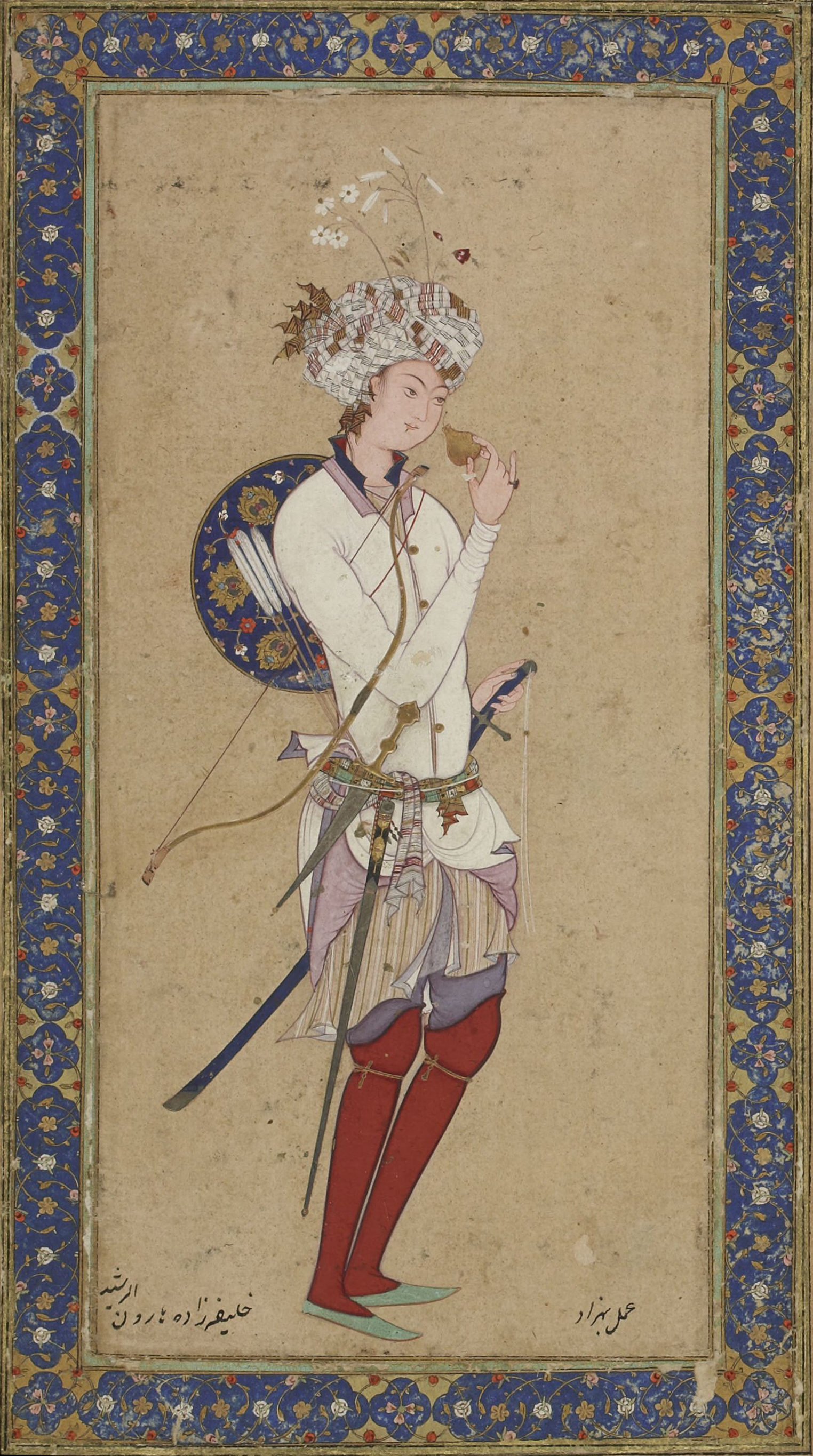
アッバース朝最盛期の第5代カリフ、ハールーン・アッ＝ラシード（766-809）没。

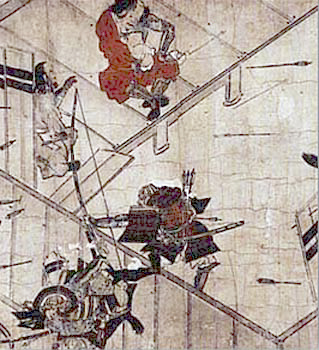
足利持氏（1398-1439）、永享の乱にて自害(1438)。

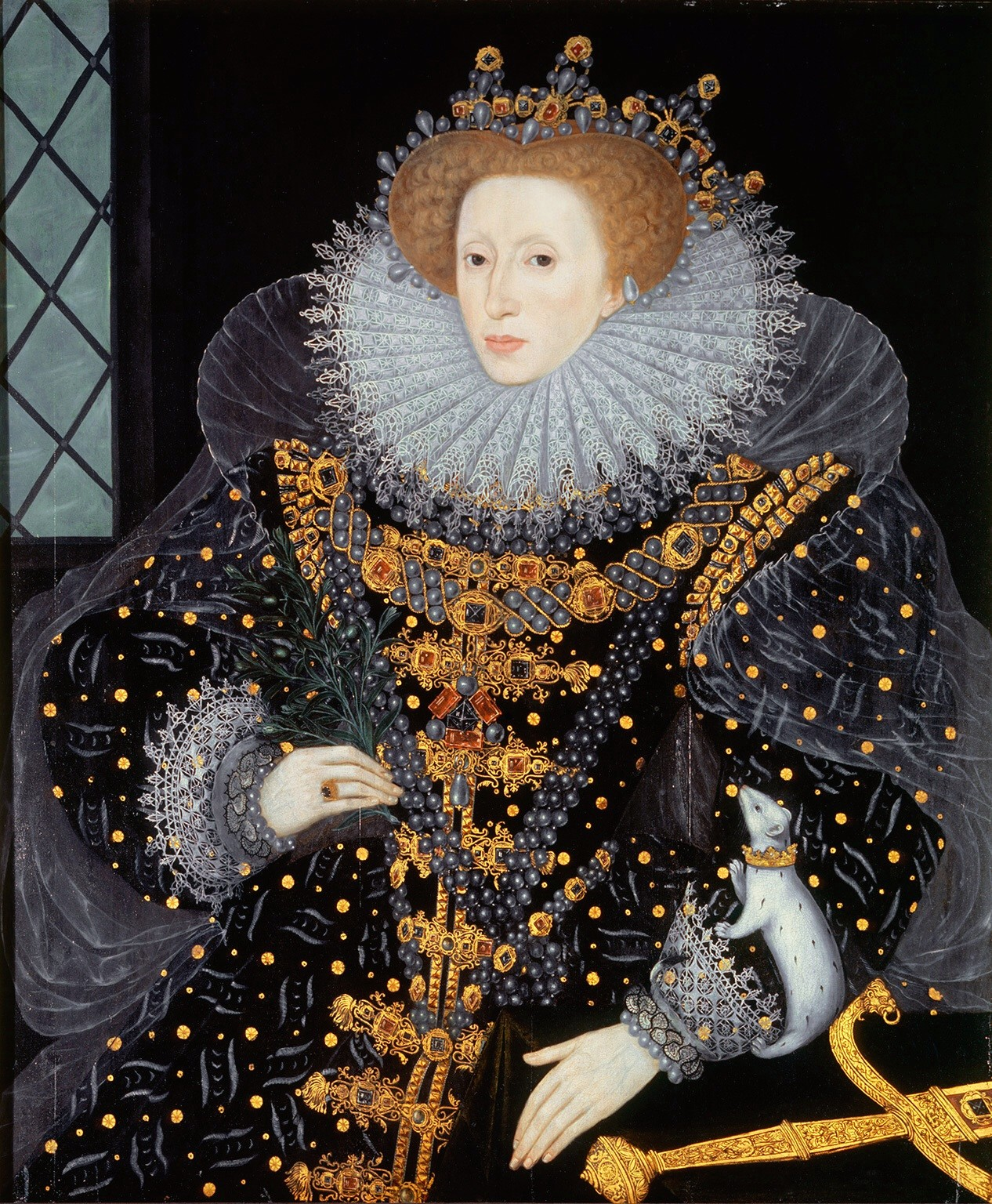
イングランド女王（アイルランド女王）エリザベス1世（1533-1603）没。

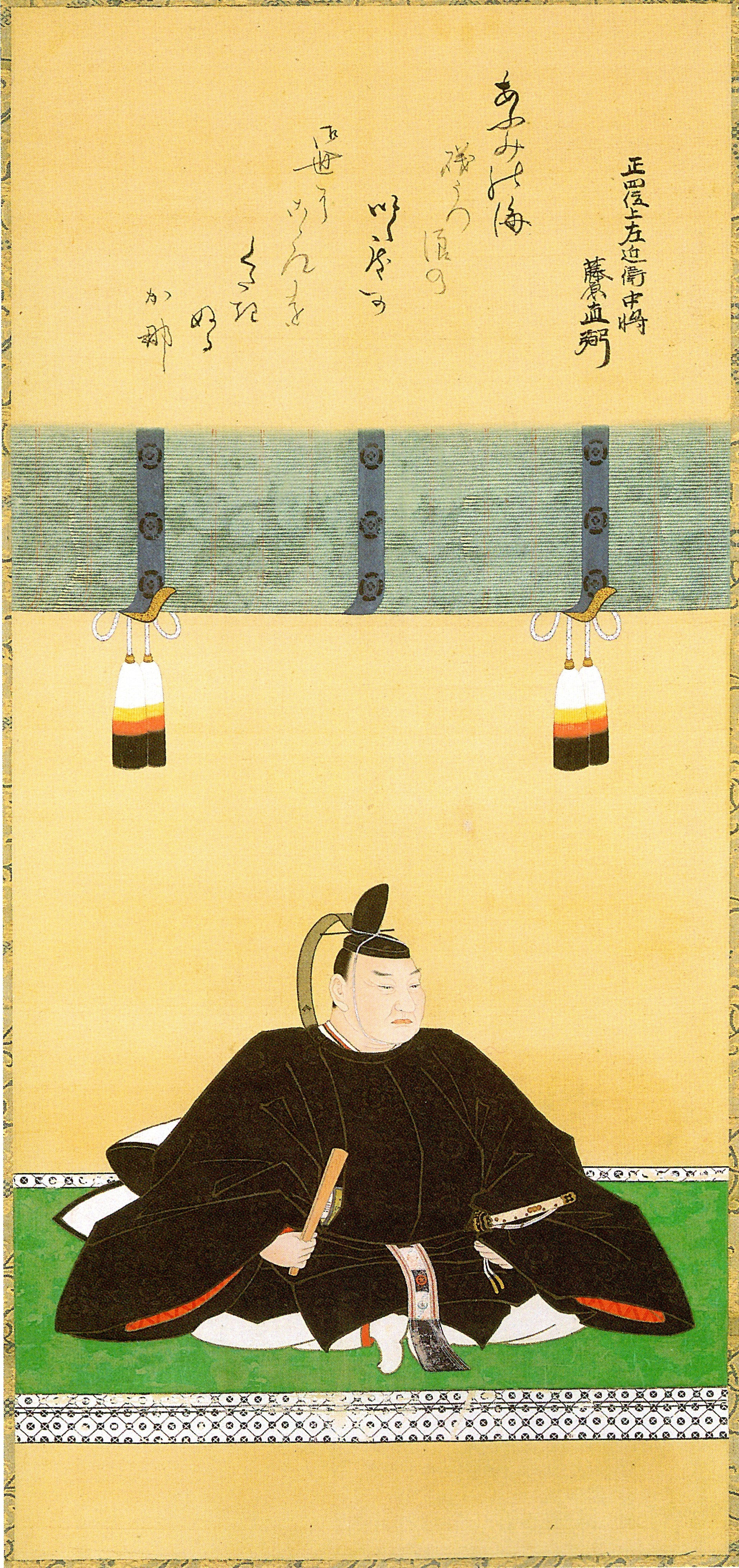
江戸幕府大老井伊直弼（1815-1860）、桜田門外の変で暗殺。

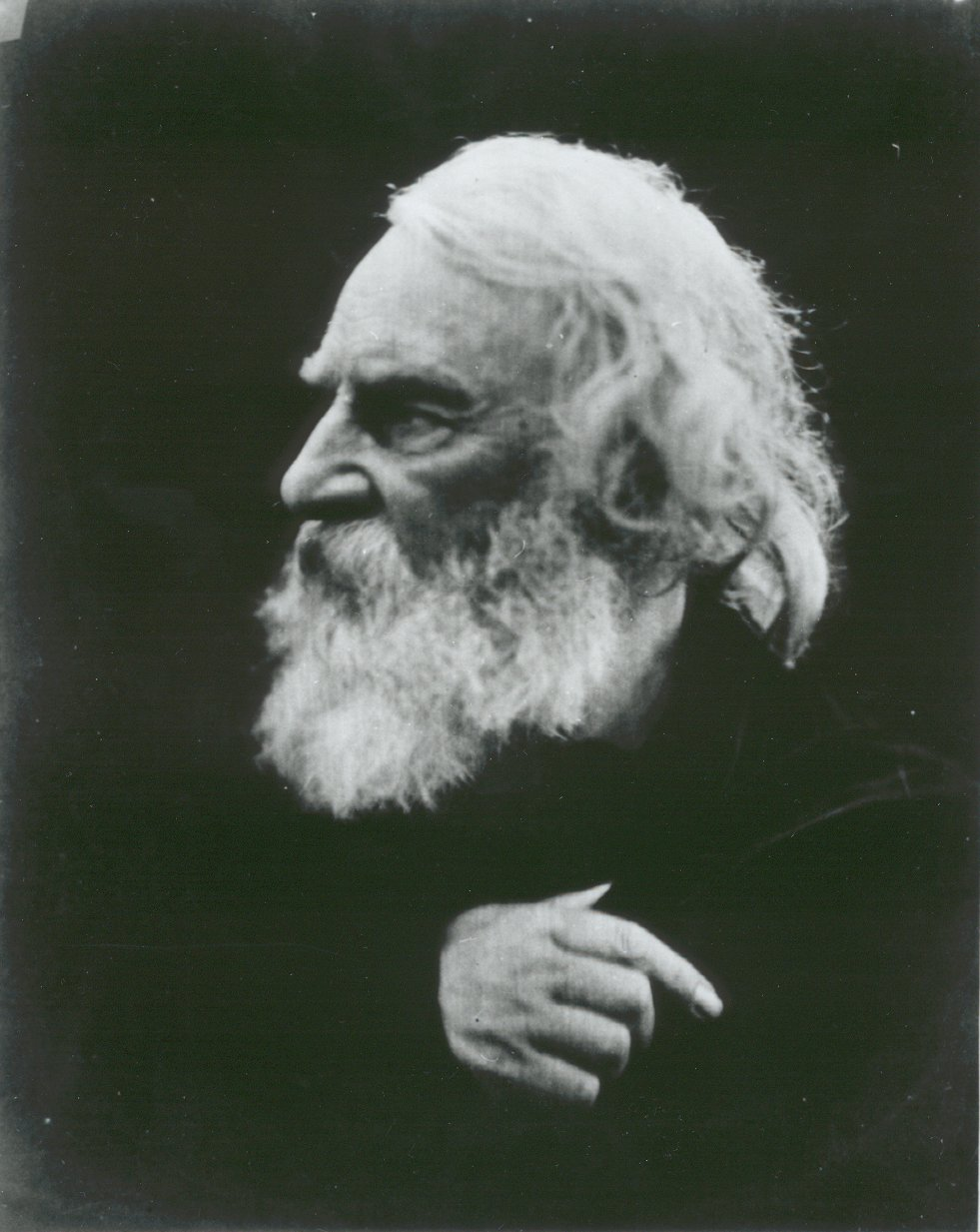
ロマン主義詩人ヘンリー・ワズワース・ロングフェロー（1807-1882）、腹膜炎で没。

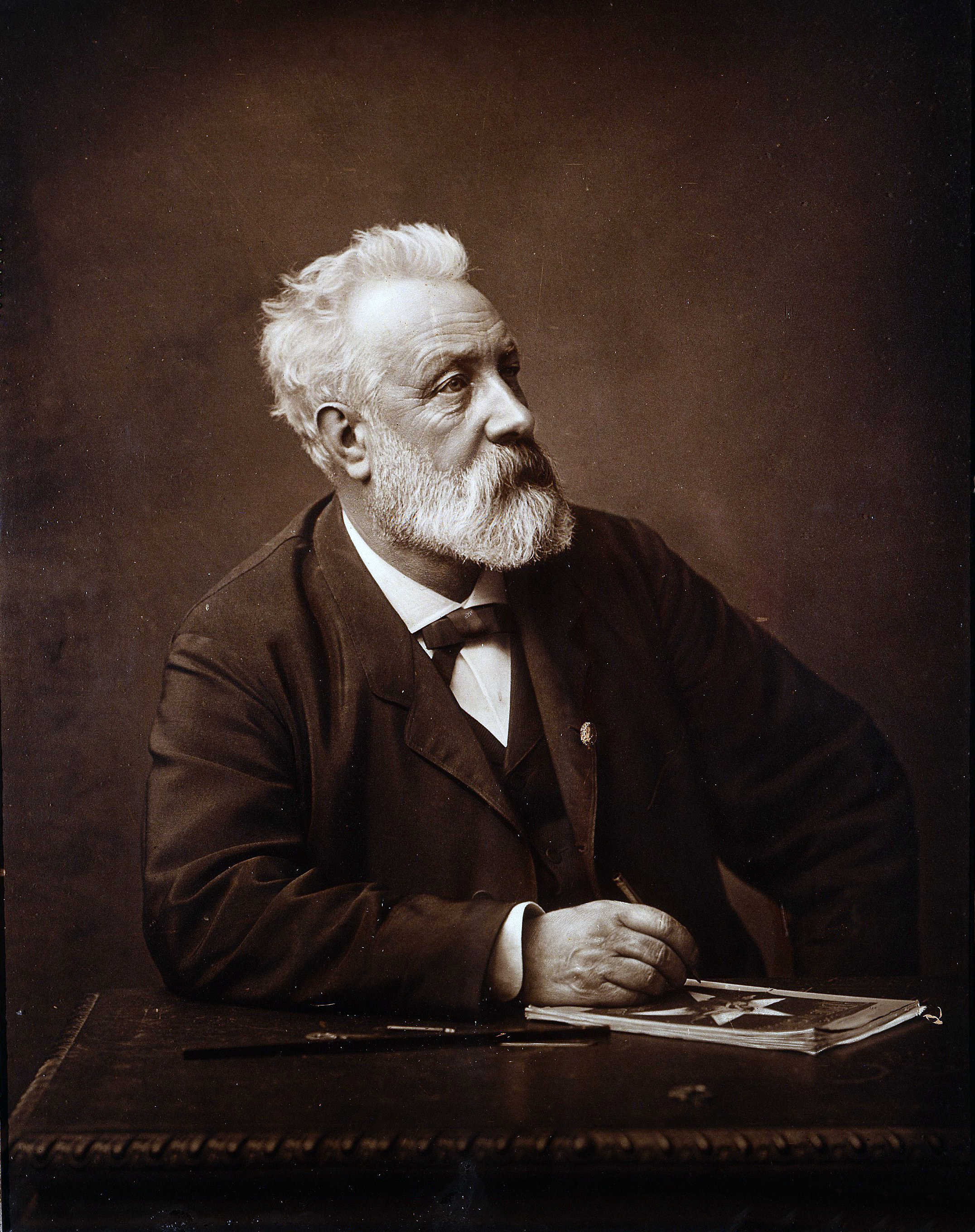
SF作家ジュール・ヴェルヌ（1828-1905）没。

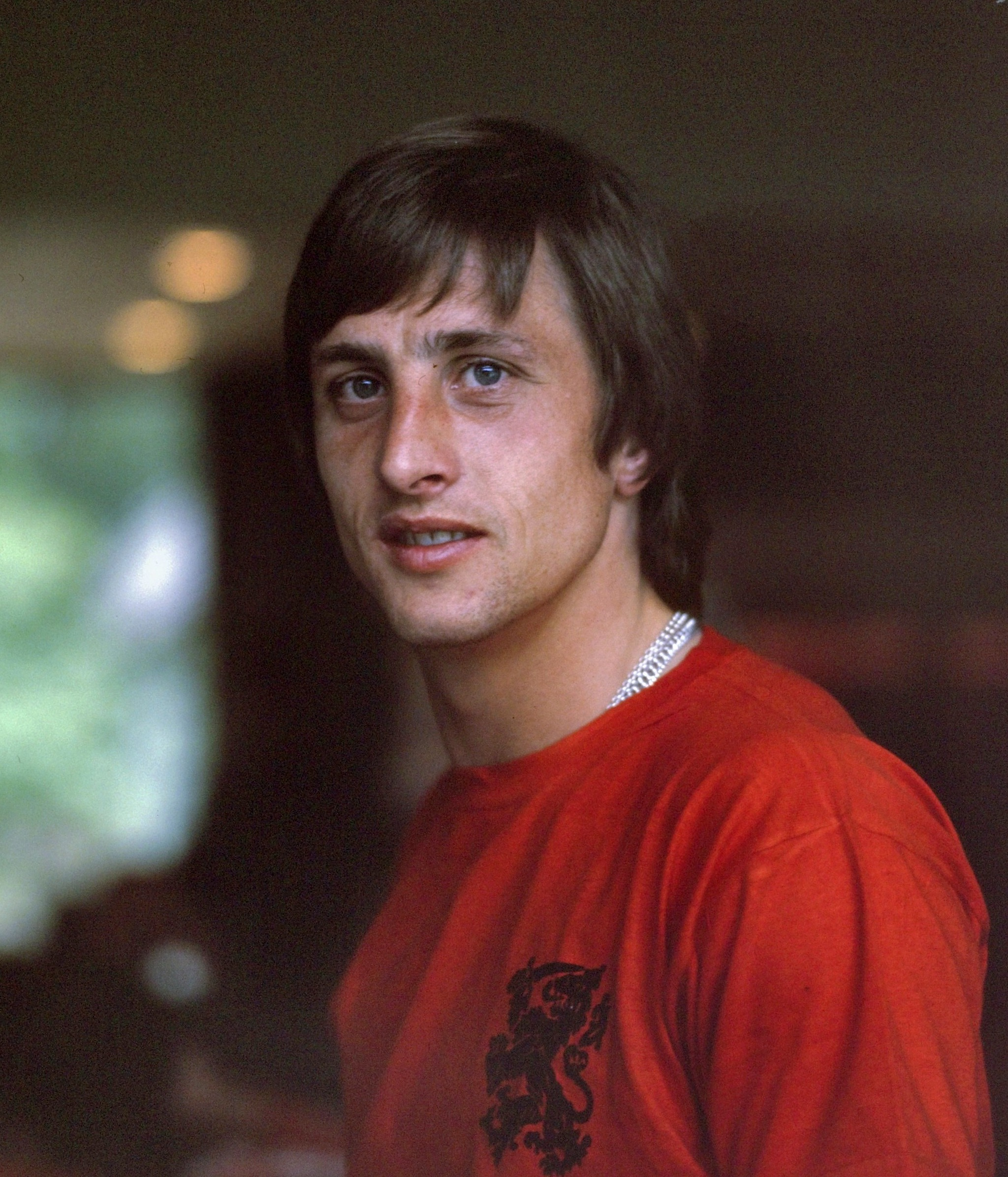
サッカー選手、指導者ヨハン・クライフ（1947-2016）没。フォワードとしてアヤックスやFCバルセロナ、オランダ代表等で活躍し、バロンドールを3度受賞した。

- 809年 - ハールーン・アッ＝ラシード、アッバース朝第5代カリフ（* 766年）
- 870年（貞観12年2月19日） - 春澄善縄、平安時代の公卿（* 797年）
- 1351年（正平6年/観応2年2月26日） - 高師直、南北朝時代の武将
- 1351年（正平6年/観応2年2月26日） - 高師泰、南北朝時代の武将
- 1351年（正平6年/観応2年2月26日） - 高師世、南北朝時代の武将
- 1439年（永享11年2月10日） - 足利持氏、室町幕府第4代鎌倉公方（* 1398年）
- 1455年 - ニコラウス5世、第208代ローマ教皇（* 1397年）
- 1563年（永禄6年3月1日） - 細川晴元、室町時代末期の管領（* 1514年）
- 1577年（天正5年3月5日） - 直江景綱、戦国武将（* 1509年）
- 1602年（慶長7年2月1日） - 井伊直政、戦国武将（* 1561年）
- 1603年 - エリザベス1世、イングランド女王（* 1533年）
- 1644年 - ツェツィーリア・レナータ、ポーランド王ヴワディスワフ4世の妃（* 1611年）
- 1653年 - ザムエル・シャイト、作曲家（* 1587年）
- 1704年（元禄17年2月19日） - 市川團十郎 (初代)、歌舞伎役者（* 1660年）
- 1760年（宝暦10年2月8日） - 井伊直定、第10・12代彦根藩主（* 1700年）
- 1766年（明和3年2月14日） - 徳川宗翰、常陸国水戸藩の第5代藩主（* 1728年）
- 1776年 - ジョン・ハリソン、時計製作者（* 1693年）
- 1776年（安永5年2月5日） - 尾崎散木、書家、篆刻家（* 1703年）
- 1794年 - ジャック・ルネ・エベール、フランス革命期の政治家（* 1757年）
- 1805年 - アロイス1世、リヒテンシュタイン公（* 1759年）
- 1844年 - ベルテル・トルバルセン、彫刻家（* 1770年）
- 1849年（嘉永2年3月1日） - 徳川斉彊、第12代紀州藩主（* 1820年）
- 1860年（安政7年3月3日） - 井伊直弼、江戸幕府の大老、第16代彦根藩主（* 1815年）
- 1863年（文久3年2月6日） - 長井雅楽、長州藩士（* 1819年）
- 1864年 - カール・クラウス、化学者（* 1796年）
- 1869年 - アントワーヌ＝アンリ・ジョミニ、フランスの将軍、軍事学者（* 1779年）
- 1877年 - ウォルター・バジョット、評論家、ジャーナリスト（* 1826年）
- 1882年 - ヘンリー・ワズワース・ロングフェロー、詩人（* 1807年）
- 1885年 - ジェイコブ・トンプソン、第5代アメリカ合衆国内務長官（* 1810年）
- 1889年 - 高階経徳、旧典薬寮医師、明治天皇の侍医で日本最初の女医荻野吟子の師（* 1833年）
- 1894年 - イラリオン・プリャニシニコフ、画家（* 1840年）
- 1895年 - ジョン・オサリヴァン、コラムニスト（* 1813年）
- 1899年 - グスタフ・ヴィーデマン、物理学者（* 1826年）
- 1905年 - ジュール・ヴェルヌ、SF作家（* 1828年）
- 1908年 - 第8代デヴォンシャー公爵スペンサー・キャヴェンディッシュ、政治家、貴族（* 1833年）
- 1909年 - ジョン・ミリントン・シング、劇作家（* 1871年）
- 1916年 - エンリケ・グラナドス、作曲家（* 1867年）
- 1918年 - マイク・ドノバン、プロボクサー（* 1847年）
- 1918年 - チャン・リン・スー、奇術師（* 1861年）
- 1924年 - 華頂宮博忠王、皇族（* 1902年）
- 1932年 - 梶井基次郎、小説家（* 1901年）
- 1935年 - 油屋熊八、実業家（* 1863年）
- 1936年 - ヨーゼフ・ヤーダスゾーン、皮膚科学者（* 1863年）
- 1936年 - 牧野信一、小説家（* 1896年）
- 1937年 - 牧野謙次郎、漢学者（* 1863年）
- 1939年 - 杉村陽太郎、外交官、IOC委員（* 1884年）
- 1940年 - エドアール・ブランリー、物理学者（* 1844年）
- 1946年 - ギルバート・ルイス、化学者（* 1875年）
- 1946年 - アレクサンドル・アレヒン、チェス選手（* 1892年）
- 1950年 - ハロルド・ラスキ、政治学者（* 1893年）
- 1951年 - エディ・コリンズ、プロ野球選手（* 1887年）
- 1953年 - メアリー・オブ・テック、イギリス王ジョージ5世の妃（* 1867年）
- 1956年 - ウィレム・ヘンドリック・ケーソン、物理学者（* 1876年）
- 1960年 - 中林仁一郎、実業家（* 1891年）
- 1962年 - オーギュスト・ピカール、物理学者、冒険家（* 1884年）
- 1969年 - ジョセフ・カサブブ、コンゴ大統領（* 1915年）
- 1970年 - 河津憲太郎、水泳選手（* 1914年）
- 1971年 - 保井コノ、植物学者（* 1880年）
- 1972年 - 綾部健太郎、政治家、第53代衆議院議長（* 1890年）
- 1974年 - 吉田五十八、建築家（* 1894年）
- 1976年 - E・H・シェパード、挿絵画家、イラストレーター（* 1879年）
- 1976年 - バーナード・モントゴメリー、イギリス陸軍の大将（* 1887年）
- 1977年 - マクシム・サブーロフ、ゴスプラン議長（* 1900年）
- 1977年 - 諸井三郎、作曲家（* 1903年）
- 1978年 - アンドレ・ラルマン、天文学者（* 1904年）
- 1980年 - オスカル・ロメロ、エルサルバドルのカトリック司祭（* 1917年）
- 1985年 - 志水速雄、政治学者（* 1935年）
- 1990年 - 河本嘉久蔵、政治家、実業家、アヤハグループ創業者、第13代国土庁長官、第47代北海道開発庁長官（* 1917年）
- 1993年 - 服部高顯、第9代最高裁判所長官（* 1912年）
- 1993年 - ジョン・ハーシー、ジャーナリスト、小説家（* 1914年）
- 1994年 - 小島政二郎、小説家（* 1894年）
- 1995年 - 天野光晴、政治家、第50代建設大臣、第4代国土庁長官（* 1907年）
- 1995年 - 尾上梅幸 (7代目)、歌舞伎役者（* 1915年）
- 1997年 - ビル・ミラー、獣医、プロレスラー、第5代AWA世界ヘビー級王者（* 1927年）
- 2000年 - 平山三郎、小説家（* 1917年）
- 2000年 - 越智伊平、政治家（* 1920年）
- 2000年 - 小松原一男、アニメーター、キャラクターデザイナー（* 1943年）
- 2002年 - イーレク・ムラ、建築家（* 1909年）
- 2002年 - ドロシー・ディレイ、ヴァイオリニスト（* 1917年）
- 2002年 - 松前健、宗教学者、神話学者（* 1922年）
- 2002年 - セーサル・ミルスタイン、生物学者（* 1927年）
- 2004年 - 野口正明、元プロ野球選手（* 1925年）
- 2004年 - 三ツ矢歌子、女優（* 1936年）
- 2005年 - 内田善利、政治家（* 1919年）
- 2005年 - 人見恭一郎、ジャズ音楽評論家（* 1937年）
- 2006年 - リチャード・フライシャー、映画監督（* 1916年）
- 2008年 - リチャード・ウィドマーク、俳優（* 1914年）
- 2008年 - ニール・アスピノール、音楽プロデューサー（* 1941年）
- 2009年 - ジョージ・ケル、MLB選手、アメリカ野球殿堂（* 1922年）
- 2009年 - 辻昌建、プロボクサー（* 1978年）
- 2010年 - ロバート・カルプ、俳優、映画監督（* 1930年）
- 2011年 - ジョルジュ・ネラン、カトリック司祭（* 1920年）
- 2011年 - 野村文英、実業家、元野村殖産社長（* 1934年）
- 2012年 - 田村喜子、ノンフィクションライター、作家（* 1932年）
- 2012年 - 金城繁、三線奏者（* 1933年）
- 2012年 - ヴィゴール・ボボレンタ、バレーボール選手（* 1974年）
- 2013年 - 磯貝碧蹄館、書家、俳人（* 1924年）
- 2013年 - 菅原安信、アナウンサー、ジャーナリスト（* 1932年または1933年）
- 2013年 - デック・リチャーズ、シンガーソングライター、音楽プロデューサー（* 1944年）
- 2014年 - 一戸豊信、実業家、元室蘭民報社社長（* 1924年）
- 2014年 - 十河正博、サッカー審判員、元FIFA（国際サッカー連盟）国際審判員（* 1949年）
- 2015年 - 沢田昭夫、歴史学者、筑波大学名誉教授（* 1928年）
- 2015年 - オレグ・ブリヤク、オペラ歌手（* 1960年）
- 2015年 - マリア・ラドナー、オペラ歌手（* 1981年）
- 2016年 - 宮崎一夫、プロ野球選手（* 1932年）
- 2016年 - 渡邊信利、陸上自衛官、第25代陸上幕僚長（* 1939年）
- 2016年 - ヨハン・クライフ、元サッカー選手、指導者（* 1947年）
- 2016年 - ギャリー・シャンドリング、コメディアン、俳優、脚本家（* 1949年）
- 2017年 - 坂本慶一、経済学者、京都大学名誉教授（* 1925年）
- 2017年 - ウィリアム・ケリー・シンプソン、エジプト学者（* 1928年）
- 2017年 - 桜井泉、女優、ナレーター（* 1971年）
- 2018年 - リス・アシア、歌手、第1回ユーロビジョン・ソング・コンテスト優勝者（* 1924年）
- 2018年 - ホセ・アントニオ・アブレウ、音楽家、経済学者、エル・システマ創始者、元ベネズエラ文化大臣（* 1939年）
- 2018年 - 長澤英俊、彫刻家（* 1940年）
- 2018年 - 太田正一、詩人、ロシア文学者（* 1945年）
- 2018年 - リム・バンナ、シンガーソングライター、人権活動家（* 1966年）
- 2019年 - エンシオ・ヒッティア、スキージャンプ選手、ノルディック複合選手（* 1933年）
- 2019年 - ジョセフ・ピラトー、俳優、声優（* 1949年）
- 2019年 - 三遊亭金遊、落語家（* 1951年）
- 2020年 - ヴォルフガング・マルシュナー、ヴァイオリン奏者、作曲家（* 1926年）
- 2020年 - アルベール・ユデルゾ、漫画家（* 1927年）
- 2020年 - 坂田俊文、情報工学者、東海大学名誉教授（* 1931年）
- 2020年 - マヌ・ディバンゴ、ジャズサクソフォン奏者（* 1933年）
- 2020年 - エドワード・ター、トランペット奏者、音楽教師（* 1936年）
- 2020年 - スチュアート・ゴードン、映画監督（* 1947年）
- 2020年 - ビル・リーフリン、ミュージシャン（* 1960年）
- 2021年 - 田中邦衛、俳優（* 1932年）
- 2021年 - ジェシカ・ウォルター、女優（* 1941年）
- 2021年 - 工藤堅太郎、政治家（* 1942年）
- 2021年 - ハムダーン・ビン・ラーシド・アール・マクトゥーム、実業家、馬主、政治家、元アラブ首長国連邦副首相・財務相（* 1945年）
- 2021年 - 古賀稔彦、柔道家、1992年バルセロナ五輪金メダリスト（* 1967年）
- 2022年 - ダグニー・カールソン、センテナリアン、ブロガー（* 1912年）
- 2022年 - 高久史麿、内科医、元自治医科大学学長、東京大学名誉教授（* 1931年）
- 2022年 - 柳澤愼一、ジャズ歌手、俳優（* 1932年）
- 2022年 - 松田寛夫、脚本家（* 1933年）
- 2022年 - ジャクソン井口、音楽プロデューサー、DJ（* 1957年）
- 2022年 - カーク・バプティスト、陸上選手（* 1963年）
- 2023年 - 北里達之助、政治家（* 1928年）
- 2023年 - ゴードン・ムーア、電気工学者、実業家、インテル共同創業者（* 1929年）
- 2023年 - 藤井知昭、音楽学者、国立歴史民俗博物館名誉教授、総合研究大学院大学名誉教授（* 1932年）
- 2023年 - 飯塚定雄、映画光学合成技師、元デン・フィルム・エフェクト社長（* 1934年）
- 2023年 - 小高敏夫、実業家、東京エレクトロン創業者（* 1936年）
- 2023年 - 粟森喬、政治家、実業家（* 1939年）
- 2023年 - 尹埴、経済学者、政治家（* 1939年）
- 2023年 - 長沼孝一郎、実業家、元アサツー ディ・ケイ（現ADKホールディングス）社長（* 1945年）
- 2023年 - 川村晃司、ジャーナリスト、元テレビ朝日解説委員（* 1950年）
- 2023年 - スコット・ジョンソン、作曲家（* 1952年）
- 2023年 - 二神孝一、経済学者（* 1958年）
- 2024年 - エトヴェシュ・ペーテル、作曲家、指揮者（* 1944年）
- 2024年 - マヌエル・ルイス・デ・ロペーラ、実業家、元レアル・ベティス会長・オーナー（* 1944年）
- 2024年 - 塚本雄大、騎手（* 1998年）
- 2025年 - 森まさあき、アニメーター（* 1955年）

## 記念日・年中行事

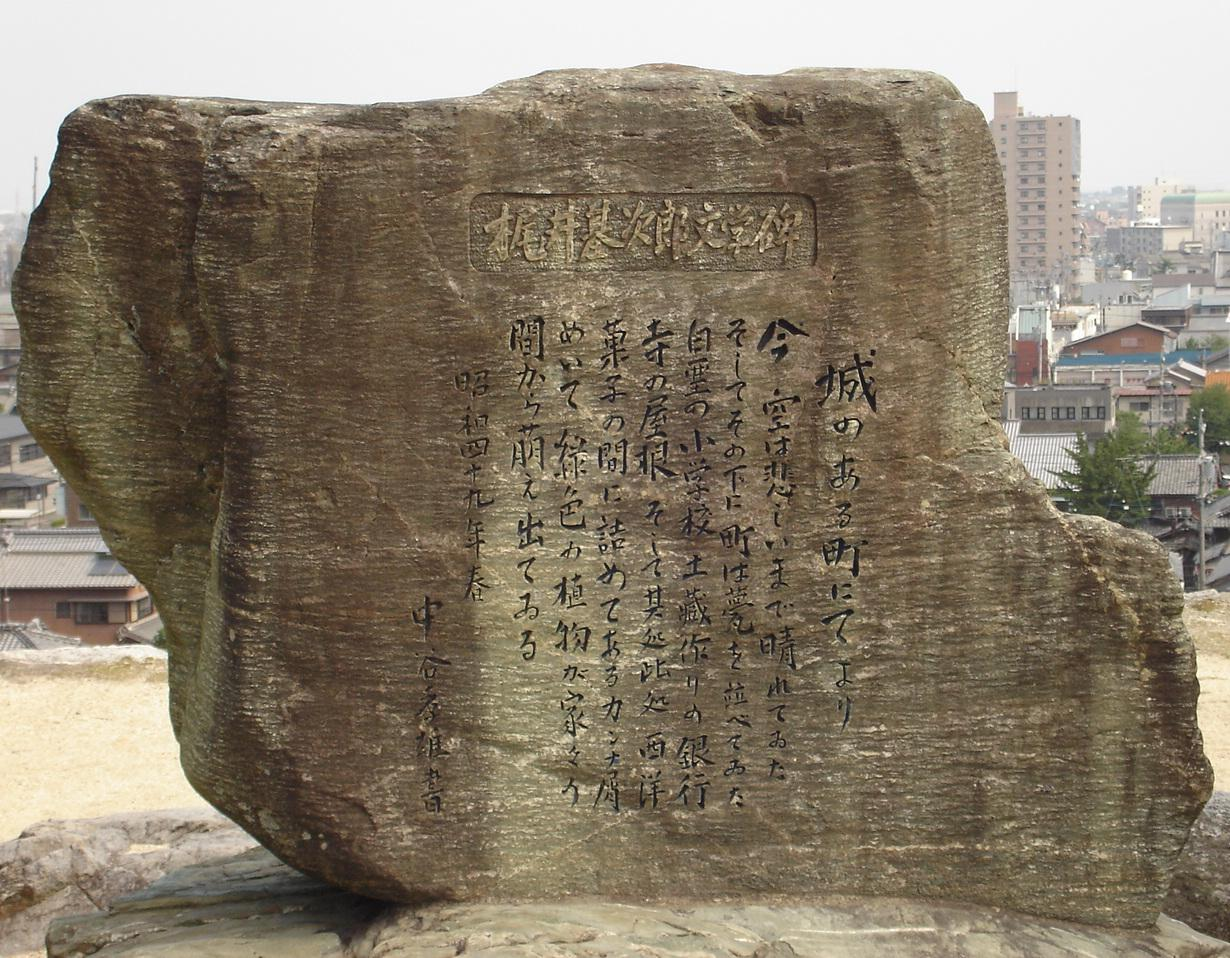
梶井基次郎(1901-1932)の命日、「檸檬忌」。画像は松坂城址の文学碑。

- 世界結核デー（ 世界）
1882年3月24日にロベルト・コッホが結核菌を発見したことから、世界保健機関が1997年に制定。
- 真実と正義の日（英語版）（ アルゼンチン）
2006年に制定。1976年のこの日のホルヘ・ラファエル・ビデラ将軍による軍事クーデターを記念。これによりイザベル・ペロン大統領が失脚し軍事政権へと移行したが、「汚い戦争」と呼ばれる弾圧行為により、1983年の民政移管までの間に3万人の国民が行方不明となった。
- 檸檬忌（ 日本）
作家梶井基次郎の命日。名前の由来は、代表作である小説『檸檬』から。
- 人力車発祥の日（日本橋人力車発祥の日）（ 日本）
人力車の営業活動を行っている日本橋松武屋（旧くるま屋日本橋／松岡文武）が、一般社団法人日本記念日協会に登録。日付は、1870（明治3）年3月24日、人力車を発明したとされる鈴木徳次郎、高山幸助、和泉要助の3人に、東京府より人力車の製造と営業許可がおり、日本橋のたもとから営業を始めたことから[10]。
- CBDの日（ 日本）
CBDの日とは、麻由来の成分の一種であるカンナビジオール（略称CBD）を祝い盛り上げる目的で制定された記念日。CBDの各文字をアルファベット順に並べた際に、それぞれCが3番目、Bが2番目、Dが4番目に来て324となることが由来である。